# Lijst van vlaggen van Slowaakse deelgebieden
Dit artikel bevat een lijst van vlaggen van Slowaakse deelgebieden. Slowakije bestaat uit acht regio's die elk een eigen vlag hebben.
| Kaart | Provincie       | Vlag | Artikel over de vlag     | Ratio | Ingebruikname    |
| ----- | --------------- | ---- | ------------------------ | ----- | ---------------- |
|       | Banská Bystrica |      | Vlag van Banská Bystrica | 2:3   | 29 april 2002    |
|       | Bratislava      |      | Vlag van Bratislava      | 2:3   | 12 december 2001 |
|       | Košice          |      | Vlag van Košice          | 2:3   | 15 april 2002    |
|       | Nitra           |      | Vlag van Nitra           | 2:3   | 28 mei 2002      |
|       | Prešov          |      | Vlag van Prešov          | 2:3   | 23 oktober 2002  |
|       | Trenčín         |      | Vlag van Trenčín         | 2:3   | 23 oktober 2002  |
|       | Trnava          |      | Vlag van Trnava          | 2:3   | 20 december 2002 |
|       | Žilina          |      | Vlag van Žilina          | 2:3   | 20 mei 2002      |

Albanië · Andorra · Argentinië · Australië · Bahrein · België · Bolivia · Bosnië en Herzegovina · Brazilië · Bulgarije · Canada · Chili · China · Colombia · Comoren · Costa Rica · Denemarken · Dominicaanse Republiek · Duitsland · Ecuador · Egypte · El Salvador · Estland · Ethiopië · Filipijnen · Finland · Frankrijk · Gabon · Georgië · Ghana · Griekenland · Guatemala · Guyana · Honduras · Hongarije · Ierland · India · Indonesië · Irak · Italië · Japan · Kazachstan · Kenia · Kirgizië · Koeweit · Kroatië · Liberia · Litouwen · Maleisië · Marshalleilanden · Mexico · Micronesië · Moldavië · Mongolië · Myanmar · Nederland · Nicaragua · Nieuw-Zeeland · Nigeria · Noorwegen · Oeganda · Oekraïne · Oostenrijk · Pakistan · Palau · Panama · Papoea-Nieuw-Guinea · Paraguay · Peru · Polen · Portugal · Roemenië · Rusland · Salomonseilanden · Sao Tomé en Principe · Servië · Slowakije · Soedan · Somalië · Spanje · Sri Lanka · Suriname · Tanzania · Thailand · Tsjechië · Uruguay · Vanuatu · Venezuela · Verenigd Koninkrijk · Verenigde Arabische Emiraten · Verenigde Staten · Wit-Rusland · Zuid-Afrika · Zuid-Korea · Zuid-Soedan · Zweden · Zwitserland
Historisch: Joegoslavië · Oostenrijk-Hongarije · Sovjet-Unie
Zie ook: Vlaggenlijsten per land · Vlaggen van afhankelijke gebieden · Vlaggen van gemeenten (per land)